# Sclerotinia heterocarpa
Sclerotinia heterocarpa är en svampart som beskrevs av F.T. Benn. Sclerotinia heterocarpa ingår i släktet Sclerotinia och familjen Sclerotiniaceae.   Inga underarter finns listade i Catalogue of Life.